# العلاقات البوتانية النيكاراغوية
العلاقات البوتانية النيكاراغوية هي العلاقات الثنائية التي تجمع بين بوتان ونيكاراغوا.

## مقارنة بين البلدين
هذه مقارنة عامة ومرجعية للدولتين:
| وجه المقارنة                                              | بوتان          | نيكاراغوا        |
| --------------------------------------------------------- | -------------- | ---------------- |
| المساحة (كم2)                                             | 38.39 ألف      | 130.38 ألف       |
| عدد السكان (نسمة)                                         | 807.61 ألف     | 6.22 مليون       |
| الكثافة السكانية (ن./كم²)                                 | 21.04          | 47.71            |
| العاصمة                                                   | تيمفو          | ماناغوا          |
| اللغة الرسمية                                             | لغة دزونكا     | اللغة الإسبانية  |
| العملة                                                    | نغولترم بوتاني | كوردبا نيكاراغوا |
| الناتج المحلي الإجمالي (بليون دولار)                      | 2.51 مليار     | 13.81 مليار      |
| الناتج المحلي الإجمالي (تعادل القوة الشرائية) بليون دولار | 6.49 مليار     | 31.63 مليار      |
| الناتج المحلي الإجمالي الاسمي للفرد دولار أمريكي          | 2.66 ألف       | 2.09 ألف         |
| الناتج المحلي الإجمالي للفرد دولار أمريكي                 | 7.82 ألف       | 4.92 ألف         |
| مؤشر التنمية البشرية                                      | 0.605          | 0.631            |
| رمز المكالمات الدولي                                      | +975           | +505             |
| رمز الإنترنت                                              | .bt            | .ni              |
| المنطقة الزمنية                                           | ت ع م+06:00    | 00               |

## منظمات دولية مشتركة
يشترك البلدان في عضوية مجموعة من المنظمات الدولية، منها:
| علم المنظمة | اسم المنظمة                        | تاريخ انضمام بوتان | تاريخ انضمام نيكاراغوا |
| ----------- | ---------------------------------- | ------------------ | ---------------------- |
|             | مؤسسة التنمية الدولية              | 28 سبتمبر 1981     | 30 ديسمبر 1960         |
|             | يونسكو                             | 13 أبريل 1982      | 22 فبراير 1952         |
|             | وكالة ضمان الاستثمار متعدد الأطراف | 21 أكتوبر 2014     | 12 يونيو 1992          |
|             | الأمم المتحدة                      | 21 سبتمبر 1971     | 24 أكتوبر 1945         |
|             | الاتحاد البريدي العالمي            | ?                  | ?                      |
|             | البنك الدولي للإنشاء والتعمير      | 28 سبتمبر 1981     | 14 مارس 1946           |
|             | الاتحاد الدولي للاتصالات           | 15 سبتمبر 1988     | 12 مايو 1926           |
|             | منظمة حظر الأسلحة الكيميائية       | ?                  | ?                      |
|             | مؤسسة التمويل الدولية              | 1 ديسمبر 2003      | 20 يوليو 1956          |
|             | منظمة الشرطة الجنائية الدولية      | ?                  | ?                      |

## وصلات خارجية
- موقع وزارة الخارجية البوتانية
- موقع وزارة الخارجية النيكاراغوية